# 23.º Prêmio Angelo Agostini
O 23.º Prêmio Angelo Agostini (também chamado Troféu Angelo Agostini) foi um evento organizado pela Associação dos Quadrinhistas e Caricaturistas do Estado de São Paulo (ACQ-ESP) com o propósito de premiar os melhores lançamentos brasileiros de quadrinhos de 2006 em diferentes categorias.

## História
A AQC-ESP manteve o envio das cédulas com os votos sendo feito de forma mista, pelo correio ou por e-mail. Os votos foram recebidos até 15 de janeiro de 2007, mantendo o padrão dos anos anteriores. A única diferença foi que, a partir desta edição, passaram a ser elegíveis à categoria "mestre do quadrinho nacional" apenas os artistas ainda vivos (até o ano anterior houve diversas vezes que o troféu foi entregue in memoriam).
Por conta desta mudança na eleição dos "mestres do quadrinho nacional", todos os artistas já falecidos que faziam parte da lista que a AQC-ESP divulgava anualmente de pessoas elegíveis à categoria (ou seja, que tivessem se dedicado ao menos nos últimos 25 anos aos quadrinhos brasileiros) foram automaticamente definidos pela comissão organizadora como ganhadores deste título (não afetando a premiação normal da categoria, que se manteve por voto do público elegendo três pessoas).
O principal motivo apresentado pelos organizadores do evento é que, com o passar do tempo e devido ao limite da quantidade de premiados anualmente, muitos profissionais mais antigos acabariam sendo preteridos nas votações em favor de outros mais novos ou ainda em atividade e, com isso, poderiam não ser homenageados nomes importantes para a história do quadrinho nacional.
A entrega dos troféus ocorreu no dia 10 de fevereiro no Senac Lapa Scipião, em São Paulo. Antes da cerimônia, diversos artistas apresentaram suas revistas independentes e fanzines, disponibilizando-os para venda. Houve ainda duas palestras que versaram sobre edição de revistas independentes (coordenada por Daniel Vardi) e sobre mulheres no mercado de quadrinhos (com Anita Costa Prado, Beth Kodama, Elza Keiko e Julia Bax). Ocorreu ainda uma homenagem a Ely Barbosa, que falecera pouco antes do evento, com os artistas Bira Dantas, Jodil e Eduardo Vetillo cantando em homenagem ao quadrinista e entregando a seus filhos uma camisa autografada pela maioria dos presentes.

## Polêmica
Em 2014, surgiu uma polêmica em relação a esta edição do Prêmio Angelo Agostini: Entre os nomes premiados in memoriam em 2007 como "mestre do quadrinho nacional" estava o de Francisco Iwerten, que, na realidade, nunca existiu. A história de Iwerten tinha sido uma brincadeira dos criadores do personagem O Gralha, um super-herói curitibano surgido em um álbum de 1997 em homenagem aos 15 anos da Gibiteca de Curitiba. Eles disseram no livro que o personagem havia sido inspirado no Capitão Gralha, um herói dos anos 1940 criado por Iwerten (o que, segundo os autores, eles acreditavam que seria claramente entendido como uma brincadeira). Contudo, com o tempo, diversas pessoas passaram a acreditar que a história fosse real, mesmo não havendo nenhuma outra referência a esse artista antes da publicação deste livro.
A história da existência de Francisco Iwerten só foi desmentida oficialmente no posfácio do segundo álbum do personagem, lançado em setembro de 2014. Após isso, em 27 de fevereiro de 2015, a AQC-ESP publicou uma nota oficial em seu blog se retratando sobre ter colocado Iwerten na relação de premiados in memoriam como "mestre do quadrinho nacional" e se desculpando por não terem feito uma pesquisa mais aprofundada sobre a real existência dele. Após isso, Iwerten deixou de figurar na relação de premiados desta categoria.

## Prêmios
| Categoria                    | Vencedores                                                                           |
| ---------------------------- | ------------------------------------------------------------------------------------ |
| Mestre do Quadrinho Nacional | Gutemberg Monteiro                                                                   |
| Mestre do Quadrinho Nacional | Luiz Teixeira da Silva (Tule)                                                        |
| Mestre do Quadrinho Nacional | Xalberto                                                                             |
| Desenhista                   | Fábio Moon e Gabriel Bá                                                              |
| Roteirista                   | Anita Costa Prado                                                                    |
| Lançamento                   | Katita: Tiras Sem Preconceito Anita Costa Prado e Ronaldo Mendes (Marca de Fantasia) |
| Troféu Jayme Cortez          | Edgard Guimarães                                                                     |
| Fanzine                      | Justiça Eterna Sergio Chaves                                                         |
| Cartunista                   | Marcio Baraldi                                                                       |

### Mestres do Quadrinho Nacionalin memoriam
A partir desta edição do Prêmio Angelo Agostini, os quadrinistas considerados importantes para os quadrinhos brasileiros que falecerem sem ter sido premiados na categoria "Mestre do quadrinho nacional", automaticamente receberão o título de "Mestre" in memoriam. Abaixo, estão todos os que faziam parte da lista que a AQC-ESP divulga anualmente de nomes elegíveis à categoria e que, portanto, foram homenageados com este título em 2007.
1. Henrique Fleiuss
2. Cândido de Farias
3. Renato de Castro
4. J. Carlos
5. Max Yantok
6. Augusto Rocha
7. Alfredo Storni
8. Oswaldo Storni
9. Vasco Lima
10. Léo
11. Theo
12. Paulo Afonso
13. Gil Vaz
14. Loureiro
15. Herman Lima
16. Fortuna
17. Belmonte
18. Nino Borges
19. Francisco Armond
20. Jerônimo Monteiro
21. Judas Isgorogota
22. Sammarco
23. Gil Brandão
24. Monteiro Filho
25. Joselito
26. Helio Porto
27. José Geraldo
28. Juarez Odilon
29. Orlando Pizzi
30. Milton Júlio
31. Giorgio Scudellari
32. Pedro Segui
33. Luiz Carlos Salgueiro
34. Otávio Novaes
35. Manoel Ferreira
36. Bortolassi
37. José Sidekerkis
38. Salvador Bentivegna
39. João Mottini
40. Nelson Cunha
41. Carlos Magno
42. Luiz Rosso
43. Militello
44. Fabiano
45. Giorgio Capelli